# Ривертон (Нью-Джерсі)
Ривертон (англ. Riverton) — місто (англ. borough) в США, в окрузі Берлінгтон штату Нью-Джерсі. Населення — 2764 особи (2020).

## Географія
Ривертон розташований за координатами 40°0′43″ пн. ш. 75°0′53″ зх. д. / 40.01194° пн. ш. 75.01472° зх. д. (40.011932, -75.014735).  За даними Бюро перепису населення США в 2010 році місто мало площу 2,50 км², з яких 1,72 км² — суходіл та 0,78 км² — водойми.

## Демографія
Згідно з переписом 2010 року, у селищі мешкало 2779 осіб у 1057 домогосподарствах у складі 755 родин. Було 1112 помешкання
Расовий склад населення:
| - 93,4 % — білих - 3,3 % — чорних або афроамериканців - 0,8 % — азіатів - 0,1 % — вихідців з тихоокеанських островів - 0,1 % — корінних американців |

До двох чи більше рас належало 1,9 %. Частка іспаномовних становила 2,0 % від усіх жителів.
За віковим діапазоном населення розподілялося таким чином: 21,4 % — особи молодші 18 років, 60,7 % — особи у віці 18—64 років, 17,9 % — особи у віці 65 років та старші. Медіана віку мешканця становила 44,2 року. На 100 осіб жіночої статі у селищі припадало 91,5 чоловіків;  на 100 жінок у віці від 18 років та старших — 87,7 чоловіків також старших 18 років.
Середній дохід на одне домашнє господарство  становив 112 457 доларів США (медіана — 92 125), а середній дохід на одну сім'ю — 129 308 доларів (медіана — 108 194). Медіана доходів становила 65 938 доларів для чоловіків та 52 500 доларів для жінок. За межею бідності перебувало 4,9 % осіб, у тому числі 8,4 % дітей у віці до 18 років та 2,3 % осіб у віці 65 років та старших.
Цивільне працевлаштоване населення становило 1541 осіб. Основні галузі зайнятості: освіта, охорона здоров'я та соціальна допомога — 25,2 %, роздрібна торгівля — 13,6 %, науковці, спеціалісти, менеджери — 11,4 %, мистецтво, розваги та відпочинок — 11,2 %.